# Steven Marshall (Volleyballspieler)
Steven Marshall (* 23. November 1989 in Abbotsford) ist ein kanadischer Volleyballnationalspieler und ehemaliger Beachvolleyballspieler.

## Karriere
Marshall nahm als Beachvolleyballer an zwei Nachwuchsweltmeisterschaften teil. Bei der U19-WM 2007 in Mysłowice erreichte er mit Riley Mcfarland den 25. Platz und zwei Jahre später wurde er beim U21-Turnier in Blackpool mit Sam Schachter Neunter. Auf der FIVB World Tour spielte er 2010 an der Seite von Ben Saxton die Open-Turniere in Marseille, Kristiansand und Åland sowie 2011 mit Chaim Schalk erneut die Åland Open.
Parallel dazu begann Marshall 2008 seine Karriere in der Halle an der Trinity Western University in Langley. Mit der Universitätsmannschaft gewann er 2012 den CIS-Titel. 2013 wurde er mit Kanada Siebter der Universiade. Im folgenden Jahr gab er in einem Spiel gegen die Dominikanische Republik sein Debüt in der A-Nationalmannschaft. Er nahm sowohl an der Weltliga 2014 als auch an der Weltmeisterschaft in Polen (7. Platz für Kanada) teil. Im gleichen Jahr wechselte der Außenangreifer zum polnischen Erstligisten Chemik Bydgoszcz. 2015 absolvierte Marshall zahlreiche Turniere mit der Nationalmannschaft. Er spielte in der Weltliga und beim World Cup. Außerdem gewann er die Bronzemedaille bei den Panamerikanischen Spielen in Toronto und wurde NORCECA-Meister. Im Sommer 2015 wurde Marshall vom deutschen Bundesligisten SVG Lüneburg verpflichtet. Mit den Niedersachsen erreichte er in der Saison 2015/16 in den Bundesliga-Playoffs und im DVV-Pokal jeweils das Halbfinale. Nach seinem dritten Weltliga-Turnier nahm er an den Olympischen Spielen 2016 teil. Kanada erreichte als Vorrundenzweiter das Viertelfinale und musste sich dann den Russen geschlagen geben. Innerhalb der Bundesliga wechselte Marshall zum deutschen Meister Berlin Recycling Volleys. Mit dem Verein gewann er in der Saison 2016/17 die deutsche Meisterschaft. Anschließend spielte er mit Kanada in der Weltliga. In der Saison 2017/18 gelang ihm mit den BR Volleys die Titelverteidigung in der Bundesliga. Im Sommer spielte er in der Nations League. Danach wechselte er in die Türkei zu İnegöl Belediye.